# برایان فلمینگ
برایان فلمینگ (به انگلیسی: Brian Flemming) (زاده ۶ ژوئن ۱۹۶۶) کارگردان و نمایش‌نامه‌نویس آمریکایی است.
در سال ۲۰۰۵ او فیلم مستندی به نام خدایی که آنجا نبود را منتشر کرد. در این فیلم، فلمینگ شواهد تاریخی بودن عیسی را به پرسش می‌گیرد، و نتیجه‌گیری می‌کند که به احتمال زیاد پیامبر مسیحیت وجود خارجی نداشته‌است و افسانه‌است.
در دسامبر ۲۰۰۶، فلمینگ به همراه گروه پاسخ منطقی، کمپینی اینترنتی با عنوان چالش کفرگویی Blasphemy Challenge راه‌اندازی کردند که از مردم می‌خواهد ویدیوهایی از خود در رد کردن روح‌القدس در یوتیوب بارگذاری کنند. افرادی چون پن ژیلت، کریستوفر هیچنز و ریچارد داوکینز از پروژه استقبال کردند.